# A propriedade é o roubo!

Pierre-Joseph Proudhon, autor da frase.

"A propriedade é o roubo" ou "Propriedade é roubo!" (no original em língua francesa, La propriété, c'est le vol!) é uma famosa frase encontrada no livro O Que É a Propriedade? (1840) de Pierre-Joseph Proudhon:
"Se eu tivesse que responder à seguinte pergunta: O que é a escravatura? e respondesse sem hesitar: É o assassinato, o meu pensamento ficaria perfeitamente expresso. Não precisarei de fazer um grande discurso para mostrar que o poder de privar o homem do pensamento, da vontade e da personalidade, é um poder de vida e morte e que fazer de um homem escravo equivale a assassiná-lo. Por que, então, a essa outra pergunta: O que é a propriedade? não posso responder simplesmente: É o roubo, ficando com a certeza de que me entendem, embora esta segunda proposição não seja mais que a primeira, transformada? [...]"
― Pierre-Joseph Proudhon, O Que É a Propriedade?, capítulo 1

## Definição
Por "propriedade", Proudhon referia-se a um conceito relativo à propriedade da terra que se originava desde o que se chama de "direito romano": o direito soberano de propriedade, o direito do proprietário de fazer com sua propriedade como bem entender, "de usar e abusar", contanto que no final, ele se submeta a um título sancionado pelo Estado. Proudhon contrasta o suposto direito de propriedade com os direitos (que ele considerava válidos) de liberdade, igualdade e segurança. Proudhon deixou claro que sua oposição à propriedade não se estendia à posse exclusiva da riqueza produzida pelo trabalho.

## Nas obras de Proudhon
Em uma sequência de argumentos, do O Que É a Propriedade? (1840) até Teorias da Propriedade (Théorie de la propriété - publicado postumamente entre 1963-64), ele declarou contraditoriamente que "propriedade é roubo", "propriedade é impossível", "propriedade é despotismo" e "propriedade é liberdade". Quando afirmava que "propriedade é roubo" e que "propriedade é despotismo" ele se referia ao proprietário capitalista e ao estatista que em sua perspectiva "roubava" o salario dos trabalhadores. Para Proudhon, o trabalho assalariado era uma posição de subordinação e exploração, uma condição permanente de obediência.

## Críticas
É certo que Karl Marx, ao menos em seu início, bebeu muito em Proudhon, mas logo superou-o, deixando claras as divergências sobretudo em seu livro Miséria da Filosofia, que já no título satirizava o livro Filosofia da Miséria de Proudhon. Quanto à frase "propriedade é roubo", Marx a considerava como auto-refutável e desnecessariamente confusa, escrevendo (em carta a Jean Baptista von Schweitzer de 24 de Janeiro de 1865 sobre Proudhon) que 
"[...] No melhor dos casos, isto só conduz a que as representações burguesas-jurídicas de «roubo» também se aplicam ao próprio ganho «honesto» do burguês. Por outro lado, como o «roubo», enquanto violação violenta da propriedade, pressupõe a propriedade, Proudhon embrulha-se em toda a espécie de invenções obscuras para ele próprio, acerca da verdadeira propriedade burguesa [...]"